# Getaped.com, Inc. против Cangemi
Компания Getaped.com, Inc. против Cangemi — один из резонансных процессов, прецедент в области авторского права США. В судебном процессе Компания Getaped.com, Inc. против компании Cangemi судья Элвин Хеллерстейн Южного округа Нью-Йорка окружного суда США поднял вопрос о том, можно ли считать охраноспособное произведение, доступное через Интернет считать опубликованным в соответствии с законом Об авторском праве 1976 года. Суд постановил, что произведение, доступное в интернете действительно опубликовано.

## Фон
Истец компания Getaped.com, Inc., владелец сайта Getaped.com для покупки скутеров, запчастей к ним, инструментов и тому подобного был создан и стал доступен в интернете в 1999 году. Версия сайта была зарегистрирована в бюро авторских прав в августе 2000 года. В начале лета 2000 года сайт существовал. В дальнейшем его содержание было скопировано компанией Cangemi напрямую из исходного кода Getaped.com и продублировано на своих сайтах в www.buyaped.com и www.23water.com. — там предлагались аналогичные услуги. Утверждая, что бизнесу компании Getaped.com, Inc. нанесен ущерб и нарушены авторские права, компания подала иск в суд. Мировой судья Рональд Эллис посчитал, что сайт Getaped.com и его материалы не считаются опубликованными по существующему закону.

### Ущерб
Судья районного суда Хеллерстейн пересмотрел размер убытков, на которые претендовал истец и назначил их в размере $ 1 050. Согласно закону О защите авторских прав, возмещение убытков может быть правомочно только в отношении произведений, зарегистрированных в бюро по охране авторских прав. Копирование сайта произошли ещё до того, как сайт был зарегистрирован. Таким образом, истец имеет право только на компенсацию ущерба за нарушение, которое было бы, если бы сайт мог быть классифицирован как опубликованное произведения в соответствии с законом О защите авторских прав.

### Авторские публикации
Согласно американскому закону Об авторском праве, произведение считается опубликованным тогда, когда копии произведения были розданы населению. До ликвидации формальностей, касающихся авторского права, публикация без уведомления может привести к утрате авторского права. Таким образом, суд рассматривает действительность публикации только в том случае, если физические копии произведения под авторским контролем стали доступны населению. Даже в отношении нематериальных произведений, таких как речь Мартина Лютера Кинга-младшего «у меня есть мечта», суды обратили особое внимание на необходимость для авторского права наличия физической копии произведения и его доступности для общественности. Суд высказался, что как только произведение стало доступным в интернете, любой желающий мог сохранить копию исходного кода сайта на их персональном компьютере и постановил, что сайт был действительно опубликован.

## Последующие события

### Критика
В конце рассуждений суда, касающихся интернет-изданий Мелвилл Nimmer и Дэвид Nimmer назвали это решение правильным толкованием публикации в рамках закона Об авторском праве и что публикация сайта является функциональным эквивалентом публикования, эквивалентом публикации в физической сфере. Другие утверждали, что создание сайта эквивалентно публичному исполнению, которые традиционно не рассматривалось как публикация, потому что материальные копии не были распространены среди общественности. Третья утверждали, что любое копирование кода веб-сайта является необходимым для его просмотра и поэтому сайт не считается публикацией.

### Итоги
Вопрос об копировании интернет сайтов возникает в нескольких контекстах, учитывающих возможность считать или нет сайт опубликованным или неопубликованным произведением. 

## Примечание
1. ↑  Getaped. Дата обращения: 3 февраля 2016. Архивировано 2 июля 2013 года.
2. ↑  Getaped.com, Inc. v. Cangemi, 188 F. Supp. 398, 399 (S.D.N.Y. 2002).
3. ↑  17 U.S.C. § 412
4. ↑  Getaped.com at 401.
5. ↑  17 U.S.C § 101 (definition of publication)
6. ↑  Thomas F. Cotter, Toward a Functional Definition of Publication in Copyright Law, 92 MINN.
7. 1 2  Cotter at 1726.
8. ↑  Getaped.com at 402.
9. ↑  1 Melville B. Nimmer & David Nimmer on Copyright, note 32 § 4.07[B].
10. ↑  Bruce P. Keller & Jeffrey P. Cunard, Copyright Law: A Practitioner’s Guide § 6:1.2 n.94 (2007).
11. ↑  Roger E. Scheter & John R. Thomas, Intellectual Property: The Law of Copyrights, Patents and Trademarks 81 (2003).
12. ↑  Elizabeth Townsend Gard, January 1, 2003: The Birth of the Unpublished Public Domain and Its International Implications, 24 CARDOZO ARTS & ENT.
13. ↑  Cotter at 1792.